# Ojārs Siliņš
Ojārs Siliņš, né le 20 juillet 1993, à Riga, en Lettonie, est un joueur letton de basket-ball. Il évolue au poste d'ailier.

## Biographie
En janvier 2020, Siliņš rejoint le BCM Gravelines Dunkerque.

## Palmarès
- EuroChallenge 2014
- Supercoupe d'Italie 2015
- Finaliste du Championnat d'Europe des 20 ans et moins 2013